# 吉田良
吉田 良（1952年生 - ）是日本著名的人形作家、摄影家。特别在日本的球形关节人形众多流派中占有一席之地。早期使用“吉田良一”之名进行创作活动，之后改名为“吉田良”。

## 经历
- 1952年　出生于日本川崎市。
- 1972年　毕业于东京摄影专门学校（東京写真専門学校）[现在名为：东京视觉艺术(東京ビジュアルアーツ)]
- 1973年　自学开始人形创作
- 1979年　第一回个人展览、之后有多次个人展览及团体展览
- 1983年　在东京自由が丘设立人形教室ドールスペース・ピグマリオン。到现在为止一直为主要导师[2011年1月为止，其他导师为：天野可淡，本城光太郎，水澄美惠子，佐藤美穗，阳月]。
- 2001年　由[吉田良一]改名为[吉田良]

据吉田良所言，促使他开始创作人形的契机是波兰出身艺术家Hans Bellmer和日本人形作家四谷シモン的作品。特别是他在各处发表言论，称Hans Bellmer是[人形制作的起点]。
1987年，出版了他自己的作品集《星体游戏》。在此之前只是作为小册子配图的人形照片，此刻真正成为了照片艺术的新素材。1985年左右开始，他与天野可淡开始共同创作活动，这成为了之后为天野可淡的人形作品拍摄照片的契机。此后由特雷维尔出版社（トレヴィル）相继出版的他自己与天野可淡的人形作品写真集造成了轰动，时至今日也拥有很多拥护者。（当时天野可淡的作品集绝版后又重新装订再版）
此外，他热心于指导后辈，他所开设的人形教室（ドールスペース・ピグマリオン）培养了大量有名的人形作家。（除他教室的其他几位老师外，还有被称为“陶瓷人形第一人”的岡马勲及被中国大陆娃圈所熟知的NARUTO，清水真理，宗康白夜等）

## 主要出版物
- 1987年　吉田良一人形作品集《星体遊戯》（新書館出版）
- 1989年　天野可淡人形作品集《KATAN DOLL》（トレヴィル出版）
- 1990年　天野可淡人形作品集《KATAN DOLL fantasm》（トレヴィル出版）
- 1991年　吉田良一人形作品集《ANATOMIC DOLL》（トレヴィル出版）
- 1992年　天野可淡人形作品集《KATAN DOLL RETROSPECTIVE》（トレヴィル出版）
- 1995年　天野可淡人形作品集CD-ROM《KATAN DOLL》（シンフォレスト出版）
- 1995年　吉田良一人形作品集《ANATOMIC DOLL Ⅱ》（トレヴィル出版）
- 1996年　吉田良一人形作品集CD-ROM《ANATOMIC DOLL》（シンフォレスト出版）
- 2001年　吉田良少女人形写真集《アストラル・ドールASTRAL DOLL》（アスペクト出版）
- 2002年　吉田良人形作品集《解体人形(Articulated Doll)》（エディシオントレヴィル出版）
- 2006年　《École(エコール)―Les poupées d'Hizuki dans l'École》（飛鳥新社出版）
- 2006年　《吉田式球体関節人形制作技法書》（ホビージャパン出版）
- 2007年　吉田良人形作品集《解体人形/Articulated Doll》（エディシオントレヴィル出版）
- 2007年　天野可淡人形作品集《KATAN DOLL》（エディシオントレヴィル出版）
- 2007年　天野可淡人形作品集《KATAN DOLL fantasm》（エディシオントレヴィル出版）
- 2007年　天野可淡人形作品集《KATAN DOLL》特装版《KATAN DOLL THE BOX》（エディシオントレヴィル出版）
- 2007年　天野可淡人形作品集《KATAN DOLL RETROSPECTIVE》 特装版《KATAN DOLL RETROSPECTIVE THE BOX》（エディシオントレヴィル出版）

## 作品
近年因他鲜少从事创作及展览活动，因此很难能欣赏到其作品。
2004年在东京都现代美术馆开展的押井守导演的电影《イノセンス》的公开纪念展览会【球形关节人形展~DOLLS OF INNOCENCE~】中，启用了适合展览会形象的作品（穿着红色和服的少女）。据说此人形为电影《イノセンス》中登场的少女人形（アンドロイド）「ハダリ」的模特。
2006年于东京国立近代美术馆工艺馆展览的【花より工芸】的展会前，穿着红色和服的少女星人被工艺馆所收藏。在那之前一直是《无题》的作品由那次展会起，被冠名为【すぐり】（SUGURI）进行展出。那是此作品唯一一次被正式发表的名称。不定期举行的工艺馆收藏作品展及巡回展中可以见到此作品。

## 其他起用了吉田良人形的作品

### 书籍装订品
- 1995年　『四〇九号室の患者』　綾辻行人著 （南雲堂）
- 1998年　『ゆめこ縮緬』　皆川博子著　（集英社）
- 2002年　『偶人館の殺人』　高橋克彦著 （角川文庫）
- 2002年　『幻少女』　高橋克彦著　（角川文庫）
- 2003年　『人形(ギニョル)』　佐藤ラギ著 （新潮社）
- 2004年　『妖女』　井上雅彦編集　（光文社文庫）
- 2005年　『聖女の島』　皆川博子著　（講談社文庫）
- 2005年　『姑獲鳥(うぶめ)の夏』　京極夏彦著 （韓国語版）

### 电影
- 1988年　『悪徳の栄え』　実相寺昭雄監督
- 1988年　『パイレーツによろしく』　後藤幸一監督

### 舞台剧
- 1992年　『乳歯の季節』　榴華殿
- 1992年　『MANIA』　榴華殿
- 1993年　『ホロコースト』　榴華殿
- 1993年　『恐るべき子供たち』　榴華殿
- 1994年　『郭公の産卵、百舌の早贄』　榴華殿
- 1994年　『Candy』　榴華殿
- 1995年　『REM～堕落の弁士による催眠幻術無声劇』　榴華殿

### CDジャケット
- 1996年 『クルミ』 千葉千恵巳

### テレビドラマ
- 1998年　『なっちゃん家』第1話「なっちゃん家のお人形」　テレビ朝日系列

### コンサートパンフレット
- 2007年　『THE DAY IN QUESTION』　BUCK-TICK

### 写真集
- 2009年　『The Everlasting』　仲村みう

其他还有一些杂志等，不便细数列举。